# 廣地村
廣地村（日语：〔〕／ Hirochi mura */?）是日本統治下的樺太廳真岡郡的已不存在的一村。
名稱來自於阿伊努語的「pir-ot-i」（受傷很多的地方）、「pi-ot-i」（小石頭很多的地方）或「pira-oro」（有懸崖的地方）。